# 거미불가사리류
거미불가사리류는 거미불가사리강에 속하는 극피동물의 총칭이다.
몸통과 팔 부분이 뚜렷하게 구별되는데, 팔 부분에는 보대구가 없으며 옆쪽에 관족이 일열씩 나 있다. 몸통 부분은 많은 비늘로 둘러싸여 있다. 전 세계에 1,900여 종가량 알려져 있으며 거미불가사리·긴팔거미불가사리·붉은불가사리·턱뱀거미불가사리·가시거미불가사리·삼천발이·혹투성거미불가사리 등이 있다.

## 하위 분류
- 개구사미목 (開溝蛇尾目, Oegophiurida)
  - Zeugophiurina
    - Ophiocanopidae
- 폐사미목(閉蛇尾目, Ophiurida)
  - 순사미아목 (Chilophiurina)
    - 뱀털거미불가사리과 (Ophiocomidae)
    - 가죽거미불가사리과 (Ophiodermatidae)
    - Ophioleucidae
    - 딱지거미불가사리과 (Ophionereididae)
    - 빗살거미불가사리과 (Ophiuridae)

  - 악사미아목 (Gnathophiurina)
    - Amphilepididae
    - 양편거미불가사리과 (Amphiuridae)
    - 뱀이거미불가사리과 (Ophiactidae)
    - 가시거미불가사리과 (Ophiothricidae)

  - 후사미아목 (Laemophiurina)
    - Hemieuryalidae
    - 침거미불가사리과 (Ophiacanthidae)
- 혁사미목(革蛇尾目, Phrynophiurida)
  - 삼천발이아목(지완사미아목, Euryalina)
    - Asteronychidae
    - 넓적거미불가사리과 (Euryalidae)
    - 삼천발이과 (Gorgonocephalidae)

  - 점사미아목 (Ophiomyxina)
    - 피부거미불가사리과 (Ophiomyxidae)